# Ovansjö landskommun
Ovansjö landskommun var en tidigare kommun i Gävleborgs län. Centralort var Kungsgården och kommunkod 1952–1970 var 2103.

## Administrativ historik
Ovansjö landskommun (från början Ofvansjö landskommun) inrättades den 1 januari 1863 i Ovansjö socken Gästrikland  när 1862 års kommunalförordningar trädde i kraft. Den 12 maj 1916 inrättades Storviks municipalsamhälle inom kommunen. Den 1 januari 1924 bröts sedan municipalsamhället ut ur kommunen för att bilda Storviks köping. Den 1 januari 1927 utbröts ett område med 1 847 invånare till den nybildade Sandvikens köping.
Den 1 januari 1947 (enligt beslut den 8 mars 1946) fastställdes gränsen mellan Ovansjö landskommun och församling och Svärdsjö landskommun och församling i Kopparbergs län. I samband med detta överfördes från Svärdsjö till Ovansjö vissa obebodda områden omfattande en areal av 2,45 km², varav 2,44 km² land. I motsatt riktning överfördes vissa obebodda områden omfattande en areal av 0,349 km², varav 0,347 km² land.
Kommunen påverkades inte av kommunreformen 1952.
Den 1 januari 1967 överfördes till Sandvikens stad och församling från Ovansjö landskommun och församling  ett område med 12 invånare och omfattande en areal av 5,10 km², varav 5,05 km² land, samt i motsatt riktning ett obebott område omfattande en areal av 0,01 km², varav allt land.
Den 1 januari 1971 blev Ovansjö landskommun del av den nya Sandvikens kommun.

### Kyrklig tillhörighet
I kyrkligt hänseende tillhörde kommunen Ovansjö församling, som var delad mellan Ovansjö landskommun och Storviks köping.

## Kommunvapnet
Blasonering: I fält av silver en röd hjort, gående på röd stam, belagd med nio fembladiga blommor av silver, ordnade fem och fyra.
Detta vapen fastställdes av Kungl. Maj:t den 16 december 1949. Se artikeln om Sandvikens kommunvapen för mer information.

## Geografi
Ovansjö landskommun omfattade den 1 januari 1952 en areal av 443,72 km², varav 401,47 km² land. Efter nymätningar och arealberäkningar färdiga den 1 januari 1958 omfattade landskommunen den 1 januari 1961 en areal av 439,34 km², varav 399,76 km² land.

### Tätorter i kommunen 1960
| Tätort           | Folkmängd |
| ---------------- | --------- |
| Stensätra        | 1 215     |
| Kungsgården      | 1 076d    |
| Hammarby         | 981       |
| Åshammar         | 816f      |
| Backberg         | 362c      |
| Storvik, del ava | 361b      |
| Västerberg       | 288e      |

Tätortsgraden i kommunen var den 1 november 1960 62,9 procent.

## Befolkningsutveckling
| Befolkningsutvecklingen i Ovansjö landskommun 1875–1970 | Befolkningsutvecklingen i Ovansjö landskommun 1875–1970 | Befolkningsutvecklingen i Ovansjö landskommun 1875–1970 | Befolkningsutvecklingen i Ovansjö landskommun 1875–1970 | Befolkningsutvecklingen i Ovansjö landskommun 1875–1970 |
| --- | ------------------------------------------------------- | ------------------------------------------------------- | ------------------------------------------------------- | ------------------------------------------------------- |
| |                                                         |                                                         |                                                         |                                                         |
| År |                                                         |                                                         | Invånare                                                |                                                         |
| 1875 | 1875                                                    |                                                         | 5 575                                                   | 5 575                                                   |
| 1880 | 1880                                                    |                                                         | 6 004                                                   | 6 004                                                   |
| 1885 | 1885                                                    |                                                         | 6 230                                                   | 6 230                                                   |
| 1890 | 1890                                                    |                                                         | 6 309                                                   | 6 309                                                   |
| 1895 | 1895                                                    |                                                         | 6 722                                                   | 6 722                                                   |
| 1900 | 1900                                                    |                                                         | 7 401                                                   | 7 401                                                   |
| 1905 | 1905                                                    |                                                         | 7 773                                                   | 7 773                                                   |
| 1910 | 1910                                                    |                                                         | 8 559                                                   | 8 559                                                   |
| 1915 | 1915                                                    |                                                         | 9 408                                                   | 9 408                                                   |
| 1920 | 1920                                                    |                                                         | 9 985                                                   | 9 985                                                   |
| 1925 | 1925                                                    |                                                         | 8 683                                                   | 8 683                                                   |
| 1930 | 1930                                                    |                                                         | 7 219                                                   | 7 219                                                   |
| 1935 | 1935                                                    |                                                         | 7 295                                                   | 7 295                                                   |
| 1940 | 1940                                                    |                                                         | 7 822                                                   | 7 822                                                   |
| 1945 | 1945                                                    |                                                         | 8 251                                                   | 8 251                                                   |
| 1950 | 1950                                                    |                                                         | 8 620                                                   | 8 620                                                   |
| 1955 | 1955                                                    |                                                         | 8 372                                                   | 8 372                                                   |
| 1960 | 1960                                                    |                                                         | 8 117                                                   | 8 117                                                   |
| 1965 | 1965                                                    |                                                         | 7 792                                                   | 7 792                                                   |
| 1970 | 1970                                                    |                                                         | 7 309                                                   | 7 309                                                   |
| Källa: SCB - Befolkning 1851 - 1910, SCB - Folkmängd inom administrativa områden 1910-1961 och Folkmängd 31 dec 1950-1975 i län, kommuner och församlingar enligt kommunindelningen 1 jan 1976. |                                                         |                                                         |                                                         |                                                         |

## Politik

### Mandatfördelning i valen 1938-1966
| 18 | 3 | 5 | 3 |  |

| 28 |

| 3 | 18 | 5 | 3 |  |

| 28 |

| 4 | 17 | 5 | 3 |  |

| 26 |

| 2 | 18 | 5 | 4 |  |

| 26 |

| 3 | 17 | 4 | 4 | 2 |

| 26 |

| 3 | 18 | 5 | 2 | 2 |

| 26 |

| 3 | 18 | 5 | 3 |  |

| 25 | 5 |

| 4 | 15 | 7 | 2 | 2 |

| 24 | 6 |

### Fotnoter
1. ↑  Per Andersson: Sveriges kommunindelning 1863-1993, Draking, Mjölby 1993, ISBN 91-87784-05-X, s. 87
2. ↑  http://www.scb.se/Pages/List____322986.aspx Arkiverad 7 juni 2015 hämtat från the Wayback Machine. SCB: Folkmängden inom administrativa områden den 31 december 1926 s. 37 anm. till Gävleborgs län fotnot 3
3. 1 2   ( PDF) Folkräkningen den 31 december 1950, I, Areal och folkmängd inom särskilda förvaltningsområden m.m., Tätorter. Stockholm: Statistiska centralbyrån. 1952. sid. 104 & 106. Arkiverad från originalet den 1 oktober 2014. https://www.webcitation.org/6T09ZkyrB?url=http://www.scb.se/Grupp/Hitta_statistik/Historisk_statistik/_Dokument/SOS/Folkrakningen_1950_1.pdf. Läst 18 november 2017 Arkiverad 29 oktober 2013 hämtat från the Wayback Machine.
4. ↑   ( PDF) Folk- och bostadsräkningen 1970, Del 1. Befolkning i kommuner och församlingar m.m.. Stockholm: Statistiska centralbyrån. 1972. sid. 62 & 252. Arkiverad från originalet den 6 juli 2015. https://www.webcitation.org/6ZpNsyqr4?url=http://www.scb.se/Grupp/Hitta_statistik/Historisk_statistik/_Dokument/SOS/Folk_o_bostadsrakningen_1970_1.pdf. Läst 16 november 2017 Arkiverad 24 september 2015 hämtat från the Wayback Machine.
5. ↑  ”Svenska Heraldiska Föreningens vapendatabas”. Arkiverad från originalet den 18 oktober 2012. https://web.archive.org/web/20121018011750/http://databas.heraldik.se/index.php. Läst 17 januari 2011.
6. ↑   ( PDF) Folkräkningen den 1 november 1960, I, Folkmängd inom kommuner och församlingar efter kön, ålder, civilstånd m.m.. Stockholm: Statistiska centralbyrån. 1961. sid. 53 & 203. Arkiverad från originalet den 15 juli 2015. https://www.webcitation.org/6a1zkRbkC?url=http://www.scb.se/Grupp/Hitta_statistik/Historisk_statistik/_Dokument/SOS/Folkrakningen_1960_01.pdf. Läst 16 november 2017 Arkiverad 14 oktober 2013 hämtat från the Wayback Machine.
7. ↑   ( PDF) Folkräkningen den 1 november 1960, II, Folkmängd inom tätorter efter kön, ålder och civilstånd.. Stockholm: Statistiska centralbyrån. 1961. sid. 26. Arkiverad från originalet den 29 juni 2015. https://www.webcitation.org/6ZeEB9Ija?url=http://www.scb.se/Grupp/Hitta_statistik/Historisk_statistik/_Dokument/SOS/Folkrakningen_1960_02.pdf. Läst 16 november 2017 Arkiverad 24 september 2015 hämtat från the Wayback Machine.
8. ↑  SCB Folk- och bostadsräkningen 1965 del 2 sida 142 i pdf:en